# 金顶石经幢
金顶石经幢，又称宝坻石幢，天津市文物保护单位，华北地区保留下来的三座辽宋时期经幢之一，辽圣宗开泰年间建成，位于天津市宝坻区老县城中央，海滨街道学街与北街交口处，是全城地势最高点。
宝坻石幢通高11.6米，共由三层方形台基、两层须弥座、六层石幢体和一层宝顶组成。
石幢共七层，除去宝顶一层，一二、三四、五六每一组的上层与下层的比例皆非常接近黄金比例0.618，石幢的一、二层周匝均有8根石柱支撑，在华北地区现存的石幢中尚为孤例。

## 历史

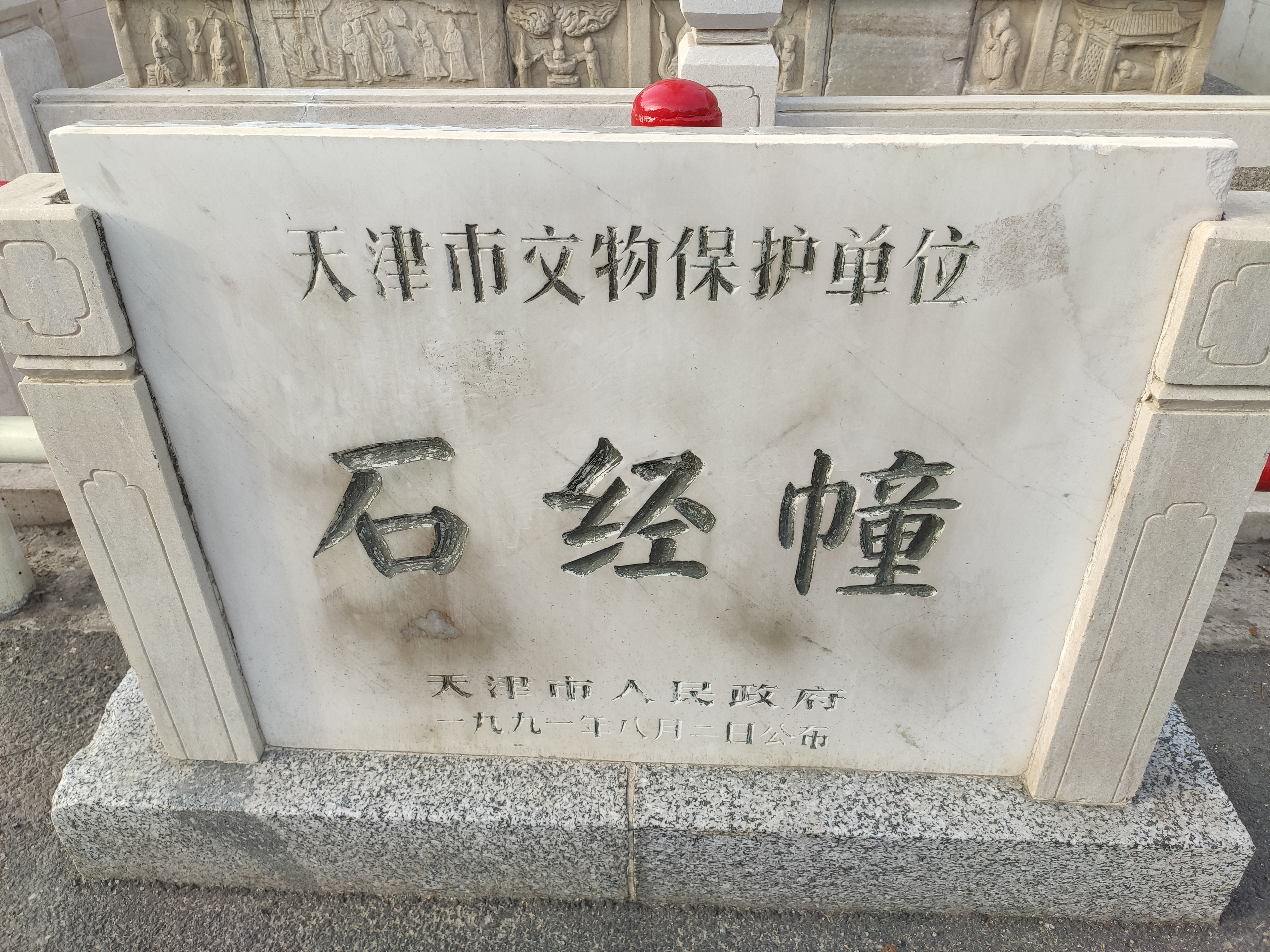
天津市文物保护单位金顶石经幢铭牌

辽圣宗开泰年间建成。辽道宗清宁六年（1060年）重修。明英宗正统明正统三年戊午（1438）至正统四年己未（1439）发生的两次地震使石幢被损坏。正统六年（1441）重新修葺。清圣祖康熙十八年己巳（1679）地震，石幢倾碎。康熙二十年（1681）重修。清穆宗同治十三年甲戌（1874）因天津地震受损。清德宗光绪元年（1875）重修石幢，并重刻康熙二十年（1681）《重修石幢记》，且在石幢第四级镌《佛顶尊胜陀罗尼经》;在第五、六级复雕佛像;宝盖四匝雕兽头和仿丝缕垂幔纹饰;最上一层雕瓦檐图案，再上是莲台，中立铸铁幡杆，顶置如意宝珠。还在第一、二级幢身的周围增加八根石柱，其中第一级雕蟠龙，五条合嘴，三条张嘴。1956年，宝坻县人民政府对其修葺加固。1966年，被红卫兵摧毁。
1988年，由天津市文化局拨款十一万元，寻原构件重修。1991年，被天津市人民政府公布为天津市文物保护单位。2015年6月，因石幢向东南偏斜，宝坻区文化广播影视局委托天津大学建筑设计研究院编制了《石经幢修缮工程勘察设计方案》。2019年，根据方案对其修葺加固。

## 建筑
宝坻石幢通高11.6米，共由三层方形台基、两层须弥座、六层石幢体和一层宝顶组成，一二、三四、五六每一组的上层与下层的比例皆非常接近黄金比例0.618，石幢的一、二层周匝均有8根石柱支撑，在华北地区现存的石幢中尚为孤例。
台基最下两层为1988年重修时后加，以便群众欣赏观瞻。第三层台基周身刻有佛本生故事28幅，现遗失8幅半，遗失部分以素面石块替代，最近又寻回残片1幅半。剩余19幅半大部分保存完好，每幅皆有标题，叙述释迦牟尼生平故事。可辨的标题有“菩萨骑象托应之处”“摩耶夫人得梦之处”“九龙灌顶之处”“太子入学之处”“与恶友相扑之处”“太子与恶友斩竹之处”“太子东门见老之处”“……寮秉照太子之处”“太子马鞭指孕之处”“涅槃”“往灵山觅太子之处”等。台基上为两层八边形须弥座，饰以仰莲，均为后作。一、二层各有8根石柱围绕满刻佛像的石幢体，据史料记载为清光绪年间加建，形制独特。现存部分为1988年重修时后建。一层幢体为同时期后建，浮雕较浅。二层幢体为原建，其雕刻古朴精美。三层刻有清康熙重修石幢时所作的《重修石幢记》，据记载为清光绪元年（1875）重修时后刻。四层现为1988年后作的素面石，据资料推测其原刻应为《佛顶尊胜陀罗尼经》中的咒语部分。五、六层及宝顶除五层顶兽头华盖一部分为原件，其余均为1988年重修时后建，据老照片所示，五层周身刻有佛像，顶层幢檐下系有风铃。